# Boris Michailowitsch Eichenbaum
Boris Michailowitsch Eichenbaum (russisch Борис Михайлович Эйхенбаум, wissenschaftliche Transliteration Boris Michajlovič Ėjchenbaum; * 4. Oktoberjul. / 16. Oktober 1886greg. in Woronesch; † 24. November 1959 in Leningrad) war russischer Literaturwissenschaftler jüdischer Abstammung und Vertreter des russischen Formalismus.

## Leben
Eichenbaum (auch: Ejchenbaum) war der Sohn zweier Ärzte. 1905 machte er seinen Gymnasialabschluss und ging danach nach St. Petersburg wo er zuerst an der Akademie für Militärmedizin und an der Freien Hochschule studierte. Von 1907 bis 1913 studierte Eichenbaum dann an der historisch-philologischen Fakultät der Universität Petersburg. Ab 1913 stand er in Kontakt mit der literarischen Gruppe der Akmeisten und machte die Bekanntschaft unter anderem von Ossip Mandelstam und Anna Achmatowa. 1917 schloss Eichenbaum sein Studium ab. Im selben Jahr begründete er gemeinsam mit Wiktor Schklowski und Ossip Brik die OPOJAS, d. h. „die Gesellschaft zum Studium der poetischen Sprache“. Zu der Gruppe, die den russischen Formalismus begründete, stießen bald noch Juri Tynjanow und Roman Jakobson.
Nach der Oktoberrevolution arbeitete Eichenbaum als Redakteur an Ausgaben russischer Klassiker mit, war Privatdozent und Professor an der Universität Leningrad, Lehrer und Forscher am Institut für Kunstgeschichte und schließlich Mitarbeiter am Puschkinhaus. 1949 wurden ihm sämtliche Aufgaben wegen angeblichen „Formalismus“ und „Kosmopolitismus“ entzogen. Erst 1956 wurde dieses Berufsverbot wieder aufgehoben.
Eichenbaums Bruder Wsewolod, besser bekannt unter seinem Pseudonym Volin, war ein bekannter russischer Anarchist.

## Werke
In den 1920er Jahren entwickelte Eichenbaum seine Theorie der Kunst in Studien über die Melodik des russischen Verses einer Monografie über Anna Achmatova sowie in zahlreichen Aufsätzen. Er führte den Begriff der „inneren Sprache“ ein, die er als Vermittler zwischen dem Text und dem Subjekt, zwischen Sprache und Psyche beschreibt.
Auf Deutsch sind von Eichenbaum erschienen:
- Aufsätze zur Theorie und Geschichte der Literatur, 1965
- Mein Zeitbote. Belletristik, Wissenschaft, Kritik, Vermischtes, Leipzig und Weimar 1987
- Die Erweckung des Wortes. Essays der russischen Formalen Schule (Sammelband mit Aufsätzen aller Mitglieder der formalen Schule), Leipzig 1987